# Vente de Lucerne
La vente de Lucerne est une vente aux enchères internationale d'oeuvres d'art qui se déroule le 29 juin 1939, présentée par la galerie Theodor Fischer au Grand Hôtel national de Lucerne en Suisse.
Par le contexte historique de l’époque et par le caractère singulier de la vente publique, cet évènement marque l’histoire de l’art moderne du XXe siècle. Le gouvernement national-socialiste avait en effet décidé, afin de gagner des devises étrangères, d’organiser des enchères d’œuvres d’art qui avaient été confisquées dans une quarantaine de musées allemands car jugées « dégénérées » : elles ne correspondent pas à l’idéologie de l’art allemand nazi.

## Contexte de l’art dégénéré
Sous le régime allemand d’Hitler, l’art dégénéré (Entartete Kunst, en allemand) est une expression utilisée pour décrire les différentes formes d’art non conformes à l’art officiel allemand, défendant les normes de la « beauté classique » ou promulguant les théories nazies sur la pureté raciale. L’art est sous contrôle politique et soumis à la censure : interdictions, retraits dans les musées, confiscations, ventes… Environ 21 000 œuvres (sculptures, peintures et oeuvres sur papier) ont ainsi été confisquées dans les musées en Allemagne, de 1933 à 1937.
En 1937, à Munich, l’exposition « Art dégénéré » exhibe près de 700 œuvres des courants de la modernité artistique du début du XXe siècle, et sont présentées au public comme les symptômes d’un art malade, une dégénérescence qui enlève les traits distinctifs de l’objet et le dégrade. Deux ans plus tard, la vente aux enchères de Lucerne s’organise, deux mois avant qu'éclate la Seconde Guerre mondiale.

## Préparation et déroulement de la vente
La Suisse, pays qui conservera son statut de neutralité pendant la Seconde Guerre mondiale, joue un rôle essentiel dans le marché de l’art, à la fois refuge d’artistes et de collectionneurs, dépôts d’œuvre d’art et lieu de négociations d’art. Lucerne est donc choisie pour accueillir cette vente aux enchères.
La vente aux enchères de Lucerne a un double objectif : d’une part, conforter la politique culturelle de la censure allemande en se défaisant des œuvres dites « dégénérées » et rejetées par le régime, et surtout, d’autre part, obtenir des devises étrangères pour soutenir le projet étatique de réarmement de l’Allemagne et le financement de la guerre. Cependant, afin d’attirer le plus grand nombre d’acheteurs potentiels et de conclure les ventes, le choix des œuvres pour ces enchères se portent sur des œuvres dites « figuratives », plus consensuelles. D’ailleurs le catalogue de l’exposition ne mentionne pas « art dégénéré » dans son titre mais s’intitule « Maîtres de la modernité dans les musées allemands ».
Le 29 juin 1939, à 14 h 15, le Grand Hôtel national de Lucerne accueille 300 et 350 personnes venues assister à la vente aux enchères de la galerie Fischer ; parmi elles se trouvent des marchands d’art, des commerçants, des collectionneurs, des délégations de musées européens et américains.
Les 109 peintures et 16 sculptures de 39 artistes, présentées à Lucerne, ont été sélectionnées par les autorités allemandes parmi les œuvres confisquées auparavant dans les musées allemands. Il s’agit d’artistes de l’École de Paris, des précurseurs expressionnistes et des artistes allemands du mouvement expressionniste. Sur les 125 œuvres du catalogue de vente, 100 sont produites par 25 artistes allemands ou autrichiens et 25 par 14 artistes étrangers.

## Résultats de la vente

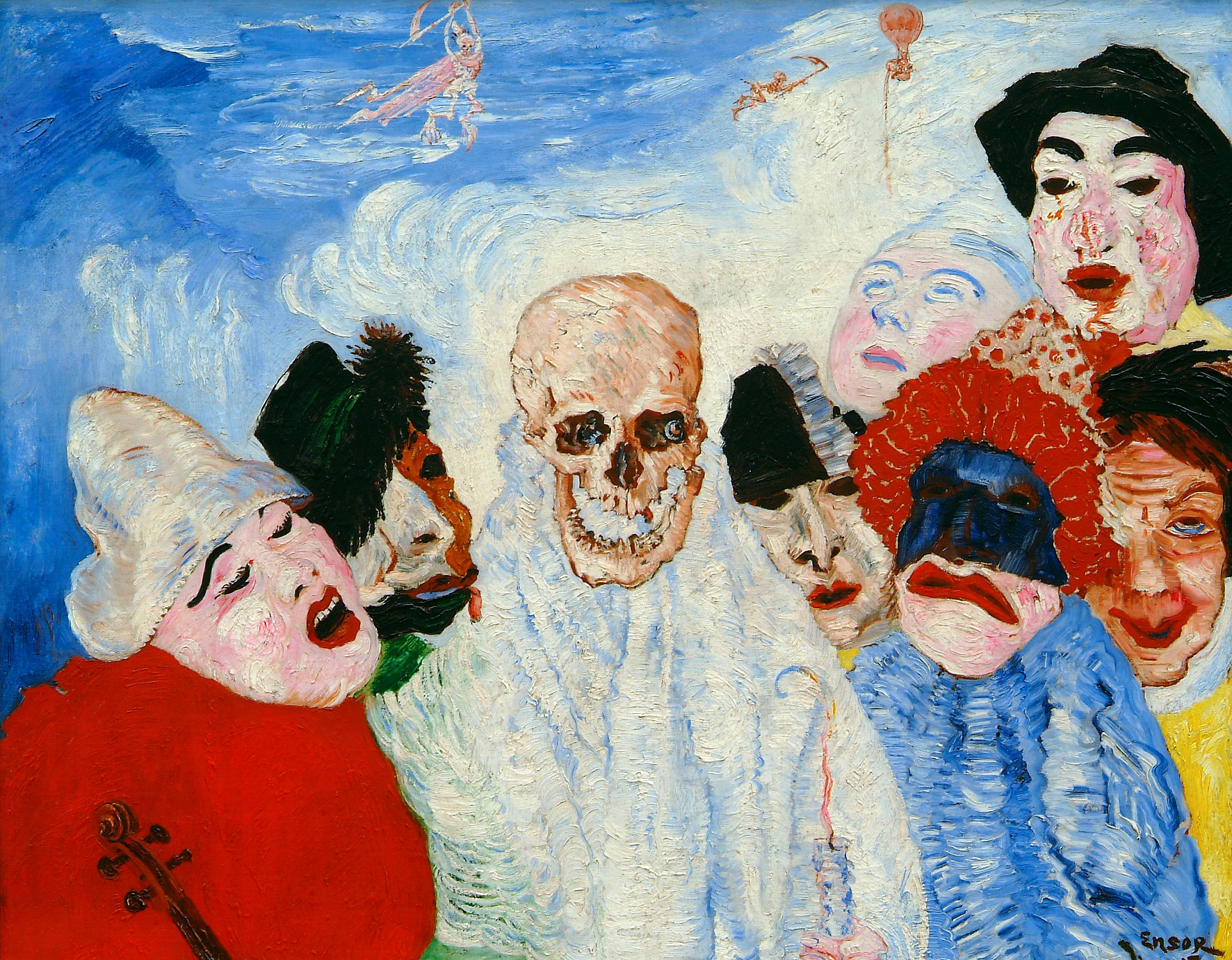
La Mort et les masques, de James Ensor.

Les meilleures enchères, prix et adjudications, concernent les artistes étrangers avec 24 œuvres vendues sur 25, tandis que pour les artistes austro-allemands, 61 œuvres sur 100 ont été vendues. Le profit de la vente s’élève à 542 650 francs suisses, dont 518 327 CHF pour le IIIe Reich, somme inférieure aux estimations attendues, les acheteurs s’étant mis d’accord pour ne pas surenchérir et gonfler les prix afin de ne pas trop enrichir les caisses de l’État allemand.[réf. nécessaire]
Lors de cette vente, la délégation de la ville de Liège, en Belgique, emporte 9 œuvres grâce aux fonds publics et mécénat :
- La Mort et les masques de James Ensor (1897) ;
- Le Sorcier d’Hiva-Oa ou Le Marquisien à la cape rouge de Paul Gauguin (1902) ;
- La Famille Soler de Pablo Picasso (1903) ;
- Le Cavalier sur la plage de Max Liebermann (1904) ;
- Les Chevaux bleus ou Chevaux au pâturage de Franz Marc (1910) ;
- La Maison bleue de Marc Chagall (1920) ;
- Le Déjeuner de Jules Pascin (1923) ;
- Portrait de jeune fille de Marie Laurencin (1924) ;
- Monte-Carlo d’Oskar Kokoschka (1925).

Ces œuvres sont exposées au musée des Beaux-Arts de Liège.
Par ailleurs, lors de cette vente, le musée des Beaux-Arts (Kunstmuseum) de Bâle acquiert les 8 oeuvres suivantes, grâce à un crédit spécial du gouvernement bâlois :
- La Prise de tabac (Rabbin) de Marc Chagall (huile sur toile, 1923-1926) ;
- L’Hiver de Marc Chagall (aquarelle et gouache sur carton, 1911/12) ;
- Villa R de Paul Klee (huile sur carton, 1919) ;
- Nature morte au Calvaire d'André Derain (huile sur toile, 1912) ;
- Portrait des parents I d'Otto Dix (huile sur toile, 1921) ;
- Fleurs et Fille Wilhelmine de Lovis Corinth (huile sur toile, 1920) ;
- Autoportrait demi-nu avec collier d’ambre II de Paula Modersohn-Becker (huile sur toile, 1906) ;
- Deux chats, bleu et jaune de Franz Marc (huile sur toile, 1912).

Les musées et galeries publiques allemandes dont les oeuvres furent confisquées en 1937 par le gouvernement d’Hitler n’ont ni reçu d’indemnisation, ni récupéré ces oeuvres après la chute du régime.